# تامی لین مایکل
 تامی لین مایکل (انگلیسی: Tammy Lynn Michaels؛ زادهٔ ۲۶ نوامبر ۱۹۷۴) یک هنرپیشه اهل ایالات متحده آمریکا است. وی از سال ۱۹۹۹ میلادی تاکنون مشغول فعالیت بوده‌است.